# IndyCar Series 2005
IndyCar Series 2005 kördes över 17 race under perioden 6 mars-16 oktober 2005. Mästare blev Dan Wheldon, Storbritannien.

## Deltävlingar och segrare
| Datum        | Bana             | Vinnare           | Team                  | Rapport |
| ------------ | ---------------- | ----------------- | --------------------- | ------- |
| 6 mars       | Homestead        | Dan Wheldon       | Andretti Green Racing | *       |
| 19 mars      | Phoenix          | Sam Hornish Jr.   | Marlboro Team Penske  | *       |
| 3 april      | Saint Petersburg | Dan Wheldon       | Andretti Green Racing | *       |
| 30 april     | Motegi           | Dan Wheldon       | Andretti Green Racing | *       |
| 29 maj       | Indianapolis 500 | Dan Wheldon       | Andretti Green Racing | *       |
| 11 juni      | Texas            | Tomas Scheckter   | Panther Racing        | *       |
| 25 juni      | Richmond         | Hélio Castroneves | Marlboro Team Penske  | *       |
| 3 juli       | Kansas           | Tony Kanaan       | Andretti Green Racing | *       |
| 16 juli      | Nashville        | Dario Franchitti  | Andretti Green Racing | *       |
| 24 juli      | Milwaukee        | Sam Hornish Jr.   | Marlboro Team Penske  | *       |
| 31 juli      | Michigan         | Bryan Herta       | Andretti Green Racing | *       |
| 14 augusti   | Kentucky         | Scott Sharp       | Fernández Racing      | *       |
| 21 augusti   | Pikes Peak       | Dan Wheldon       | Andretti Green Racing | *       |
| 28 augusti   | Sears Point      | Tony Kanaan       | Andretti Green Racing | *       |
| 11 september | Chicagoland      | Dan Wheldon       | Andretti Green Racing | *       |
| 25 september | Watkins Glen     | Scott Dixon       | Chip Ganassi Racing   | *       |
| 16 oktober   | Fontana          | Dan Wheldon       | Andretti Green Racing | *       |

### Homestead
| Plats | Förare             | Team                   |
| ----- | ------------------ | ---------------------- |
| 1     | Dan Wheldon        | Andretti Green Racing  |
| 2     | Sam Hornish Jr.    | Marlboro Team Penske   |
| 3     | Tony Kanaan        | Andretti Green Racing  |
| 4     | Vitor Meira        | Rahal Letterman Racing |
| 5     | Hélio Castroneves  | Marlboro Team Penske   |
| 6     | Darren Manning     | Chip Ganassi Racing    |
| 7     | Patrick Carpentier | Cheever Racing         |
| 8     | Alex Barron        | Cheever Racing         |
| 9     | A.J. Foyt IV       | A.J. Foyt Enterprises  |
| 10    | Paul Dana          | Hemelgarn Racing       |

### Phoenix
| Plats | Förare             | Team                  |
| ----- | ------------------ | --------------------- |
| 1     | Sam Hornish Jr.    | Marlboro Team Penske  |
| 2     | Hélio Castroneves  | Marlboro Team Penske  |
| 3     | Tony Kanaan        | Andretti Green Racing |
| 4     | Dario Franchitti   | Andretti Green Racing |
| 5     | Scott Sharp        | Fernández Racing      |
| 6     | Dan Wheldon        | Andretti Green Racing |
| 7     | Bryan Herta        | Andretti Green Racing |
| 8     | Darren Manning     | Chip Ganassi Racing   |
| 9     | Patrick Carpentier | Cheever Racing        |
| 10    | Kosuke Matsuura    | Fernández Racing      |

### Saint Petersburg
| Plats | Förare             | Team                   |
| ----- | ------------------ | ---------------------- |
| 1     | Dan Wheldon        | Andretti Green Racing  |
| 2     | Tony Kanaan        | Andretti Green Racing  |
| 3     | Dario Franchitti   | Andretti Green Racing  |
| 4     | Bryan Herta        | Andretti Green Racing  |
| 5     | Vitor Meira        | Rahal Letterman Racing |
| 6     | Scott Dixon        | Chip Ganassi Racing    |
| 7     | Buddy Rice         | Rahal Letterman Racing |
| 8     | Patrick Carpentier | Cheever Racing         |
| 9     | Darren Manning     | Chip Ganassi Racing    |
| 10    | Alex Barron        | Cheever Racing         |

### Motegi
| Plats | Förare          | Poäng                  |
| ----- | --------------- | ---------------------- |
| 1     | Dan Wheldon     | Andretti Green Racing  |
| 2     | Scott Sharp     | Fernández Racing       |
| 3     | Buddy Rice      | Rahal Letterman Racing |
| 4     | Danica Patrick  | Rahal Letterman Racing |
| 5     | Bryan Herta     | Andretti Green Racing  |
| 6     | Tony Kanaan     | Andretti Green Racing  |
| 7     | Sam Hornish Jr. | Marlboro Team Penske   |
| 8     | Darren Manning  | Chip Ganassi Racing    |
| 9     | Kosuke Matsuura | Fernández Racing       |
| 10    | Tomas Scheckter | Panther Racing         |

### Indianapolis 500
| Plats | Förare            | Team                   |
| ----- | ----------------- | ---------------------- |
| 1     | Dan Wheldon       | Andretti Green Racing  |
| 2     | Vitor Meira       | Rahal Letterman Racing |
| 3     | Bryan Herta       | Andretti Green Racing  |
| 4     | Danica Patrick    | Rahal Letterman Racing |
| 5     | Buddy Lazier      | Panther Racing         |
| 6     | Dario Franchitti  | Andretti Green Racing  |
| 7     | Scott Sharp       | Fernández Racing       |
| 8     | Tony Kanaan       | Andretti Green Racing  |
| 9     | Hélio Castroneves | Marlboro Team Penske   |
| 10    | Ryan Briscoe      | Chip Ganassi Racing    |

### Texas
| Plats | Förare            | Team                   |
| ----- | ----------------- | ---------------------- |
| 1     | Tomas Scheckter   | Panther Racing         |
| 2     | Sam Hornish Jr.   | Marlboro Team Penske   |
| 3     | Tony Kanaan       | Andretti Green Racing  |
| 4     | Scott Sharp       | Fernández Racing       |
| 5     | Hélio Castroneves | Marlboro Team Penske   |
| 6     | Dan Wheldon       | Andretti Green Racing  |
| 7     | Kosuke Matsuura   | Fernández Racing       |
| 8     | Dario Franchitti  | Andretti Green Racing  |
| 9     | Vitor Meira       | Rahal Letterman Racing |
| 10    | Bryan Herta       | Andretti Green Racing  |

### Richmond
| Plats | Förare             | Team                   |
| ----- | ------------------ | ---------------------- |
| 1     | Hélio Castroneves  | Marlboro Team Penske   |
| 2     | Dario Franchitti   | Andretti Green Racing  |
| 3     | Patrick Carpentier | Cheever Racing         |
| 4     | Tomas Scheckter    | Panther Racing         |
| 5     | Dan Wheldon        | Andretti Green Racing  |
| 6     | Alex Barron        | Cheever Racing         |
| 7     | Tomáš Enge         | Panther Racing         |
| 8     | Bryan Herta        | Andretti Green Racing  |
| 9     | Kosuke Matsuura    | Fernández Racing       |
| 10    | Danica Patrick     | Rahal Letterman Racing |

### Kansas
| Plats | Förare            | Team                   |
| ----- | ----------------- | ---------------------- |
| 1     | Tony Kanaan       | Andretti Green Racing  |
| 2     | Dan Wheldon       | Andretti Green Racing  |
| 3     | Vitor Meira       | Rahal Letterman Racing |
| 4     | Dario Franchitti  | Andretti Green Racing  |
| 5     | Tomas Scheckter   | Panther Racing         |
| 6     | Scott Sharp       | Fernández Racing       |
| 7     | Darren Manning    | Chip Ganassi Racing    |
| 8     | Hélio Castroneves | Marlboro Team Penske   |
| 9     | Danica Patrick    | Rahal Letterman Racing |
| 10    | Buddy Rice        | Rahal Letterman Racing |

### Nashville
| Plats | Förare             | Team                   |
| ----- | ------------------ | ---------------------- |
| 1     | Dario Franchitti   | Andretti Green Racing  |
| 2     | Sam Hornish Jr.    | Marlboro Team Penske   |
| 3     | Patrick Carpentier | Cheever Racing         |
| 4     | Scott Sharp        | Fernández Racing       |
| 5     | Hélio Castroneves  | Marlboro Team Penske   |
| 6     | Scott Dixon        | Chip Ganassi Racing    |
| 7     | Danica Patrick     | Rahal Letterman Racing |
| 8     | Ryan Briscoe       | Chip Ganassi Racing    |
| 9     | Buddy Lazier       | Panther Racing         |
| 10    | Ed Carpenter       | Vision Racing          |

### Milwaukee
| Plats | Förare             | Team                   |
| ----- | ------------------ | ---------------------- |
| 1     | Sam Hornish Jr.    | Marlboro Team Penske   |
| 2     | Dario Franchitti   | Andretti Green Racing  |
| 3     | Tomas Scheckter    | Panther Racing         |
| 4     | Tony Kanaan        | Andretti Green Racing  |
| 5     | Dan Wheldon        | Andretti Green Racing  |
| 6     | Bryan Herta        | Andretti Green Racing  |
| 7     | Patrick Carpentier | Cheever Racing         |
| 8     | Alex Barron        | Cheever Racing         |
| 9     | Vitor Meira        | Rahal Letterman Racing |
| 10    | Scott Sharp        | Fernández Racing       |

### Michigan
| Plats | Förare             | Team                  |
| ----- | ------------------ | --------------------- |
| 1     | Bryan Herta        | Andretti Green Racing |
| 2     | Dan Wheldon        | Andretti Green Racing |
| 3     | Tomas Scheckter    | Panther Racing        |
| 4     | Tony Kanaan        | Andretti Green Racing |
| 5     | Sam Hornish Jr.    | Marlboro Team Penske  |
| 6     | Buddy Lazier       | Panther Racing        |
| 7     | Scott Sharp        | Fernández Racing      |
| 8     | Dario Franchitti   | Andretti Green Racing |
| 9     | Patrick Carpentier | Cheever Racing        |
| 10    | Ryan Briscoe       | Chip Ganassi Racing   |

### Kentucky
| Plats | Förare            | Team                   |
| ----- | ----------------- | ---------------------- |
| 1     | Scott Sharp       | Fernández Racing       |
| 2     | Vitor Meira       | Rahal Letterman Racing |
| 3     | Dan Wheldon       | Andretti Green Racing  |
| 4     | Alex Barron       | Cheever Racing         |
| 5     | Hélio Castroneves | Marlboro Team Penske   |
| 6     | Buddy Lazier      | Panther Racing         |
| 7     | Sam Hornish Jr.   | Marlboro Team Penske   |
| 8     | Kosuke Matsuura   | Fernández Racing       |
| 9     | A.J. Foyt IV      | A.J. Foyt Enterprises  |
| 10    | Jimmy Kite        | Hemelgarn Racing       |

### Pikes Peak
| Plats | Förare             | Team                   |
| ----- | ------------------ | ---------------------- |
| 1     | Dan Wheldon        | Andretti Green Racing  |
| 2     | Sam Hornish Jr.    | Marlboro Team Penske   |
| 3     | Tony Kanaan        | Andretti Green Racing  |
| 4     | Hélio Castroneves  | Marlboro Team Penske   |
| 5     | Vitor Meira        | Rahal Letterman Racing |
| 6     | Tomáš Enge         | Panther Racing         |
| 7     | Dario Franchitti   | Andretti Green Racing  |
| 8     | Danica Patrick     | Rahal Letterman Racing |
| 9     | Scott Sharp        | Fernández Racing       |
| 10    | Patrick Carpentier | Cheever Racing         |

### Sears Point
| Plats | Förare             | Team                     |
| ----- | ------------------ | ------------------------ |
| 1     | Tony Kanaan        | Andretti Green Racing    |
| 2     | Buddy Rice         | Rahal Letterman Racing   |
| 3     | Alex Barron        | Cheever Racing           |
| 4     | Patrick Carpentier | Cheever Racing           |
| 5     | Tomáš Enge         | Panther Racing           |
| 6     | Kosuke Matsuura    | Fernández Racing         |
| 7     | Scott Dixon        | Chip Ganassi Racing      |
| 8     | Dario Franchitti   | Andretti Green Racing    |
| 9     | Vitor Meira        | Rahal Letterman Racing   |
| 10    | Jeff Bucknum       | Dreyer & Reinbold Racing |

### Chicagoland
| Plats | Förare             | Team                   |
| ----- | ------------------ | ---------------------- |
| 1     | Dan Wheldon        | Andretti Green Racing  |
| 2     | Hélio Castroneves  | Marlboro Team Penske   |
| 3     | Sam Hornish Jr.    | Marlboro Team Penske   |
| 4     | Tomas Scheckter    | Panther Racing         |
| 5     | Tony Kanaan        | Andretti Green Racing  |
| 6     | Danica Patrick     | Rahal Letterman Racing |
| 7     | Vitor Meira        | Rahal Letterman Racing |
| 8     | Scott Sharp        | Fernández Racing       |
| 9     | Patrick Carpentier | Cheever Racing         |
| 10    | Buddy Lazier       | Panther Racing         |

### Watkins Glen
| Plats | Förare             | Team                  |
| ----- | ------------------ | --------------------- |
| 1     | Scott Dixon        | Chip Ganassi Racing   |
| 2     | Tony Kanaan        | Andretti Green Racing |
| 3     | Dario Franchitti   | Andretti Green Racing |
| 4     | Giorgio Pantano    | Chip Ganassi Racing   |
| 5     | Dan Wheldon        | Andretti Green Racing |
| 6     | Kosuke Matsuura    | Fernández Racing      |
| 7     | Sam Hornish Jr.    | Marlboro Team Penske  |
| 8     | Bryan Herta        | Andretti Green Racing |
| 9     | Scott Sharp        | Fernández Racing      |
| 10    | Patrick Carpentier | Cheever Racing        |

### Fontana
| Plats | Förare            | Team                   |
| ----- | ----------------- | ---------------------- |
| 1     | Dario Franchitti  | Andretti Green Racing  |
| 2     | Tony Kanaan       | Andretti Green Racing  |
| 3     | Vitor Meira       | Rahal Letterman Racing |
| 4     | Scott Sharp       | Fernández Racing       |
| 5     | Sam Hornish Jr.   | Marlboro Team Penske   |
| 6     | Dan Wheldon       | Andretti Green Racing  |
| 7     | Tomas Scheckter   | Panther Racing         |
| 8     | Tomáš Enge        | Panther Racing         |
| 9     | Hélio Castroneves | Marlboro Team Penske   |
| 10    | Scott Dixon       | Chip Ganassi Racing    |

## Slutställning
| Plats | Förare             | Team                     | Poäng |
| ----- | ------------------ | ------------------------ | ----- |
| 1     | Dan Wheldon        | Andretti Green Racing    | 638   |
| 2     | Tony Kanaan        | Andretti Green Racing    | 548   |
| 3     | Sam Hornish Jr.    | Marlboro Team Penske     | 512   |
| 4     | Dario Franchitti   | Andretti Green Racing    | 498   |
| 5     | Scott Sharp        | Fernández Racing         | 444   |
| 6     | Hélio Castroneves  | Marlboro Team Penske     | 440   |
| 7     | Vitor Meira        | Rahal Letterman Racing   | 422   |
| 8     | Bryan Herta        | Andretti Green Racing    | 397   |
| 9     | Tomas Scheckter    | Panther Racing           | 390   |
| 10    | Patrick Carpentier | Cheever Racing           | 376   |
| 11    | Alex Barron        | Cheever Racing           | 329   |
| 12    | Danica Patrick     | Rahal Letterman Racing   | 325   |
| 13    | Scott Dixon        | Chip Ganassi Racing      | 321   |
| 14    | Kosuke Matsuura    | Fernández Racing         | 320   |
| 15    | Buddy Rice         | Rahal Letterman Racing   | 295   |
| 16    | Tomáš Enge         | Panther Racing           | 261   |
| 17    | Roger Yasukawa     | Dreyer & Reinbold Racing | 246   |
| 18    | Ed Carpenter       | Vision Racing            | 244   |
| 19    | Ryan Briscoe       | Chip Ganassi Racing      | 232   |
| 20    | A.J. Foyt IV       | A.J. Foyt Enterprises    | 231   |